# Team Visma-Lease a Bike (vrouwenwielerploeg)/2024
Deze pagina geeft een overzicht van de Team Visma|Lease a Bike-wielerploeg in 2024.

## Algemeen
Hoofdsponsors: Visma
Teammanager: Rutger Tijssen
Ploegleiders: Jan Boven, Jos van Emden
Fietsen: Cervélo

## Rensters

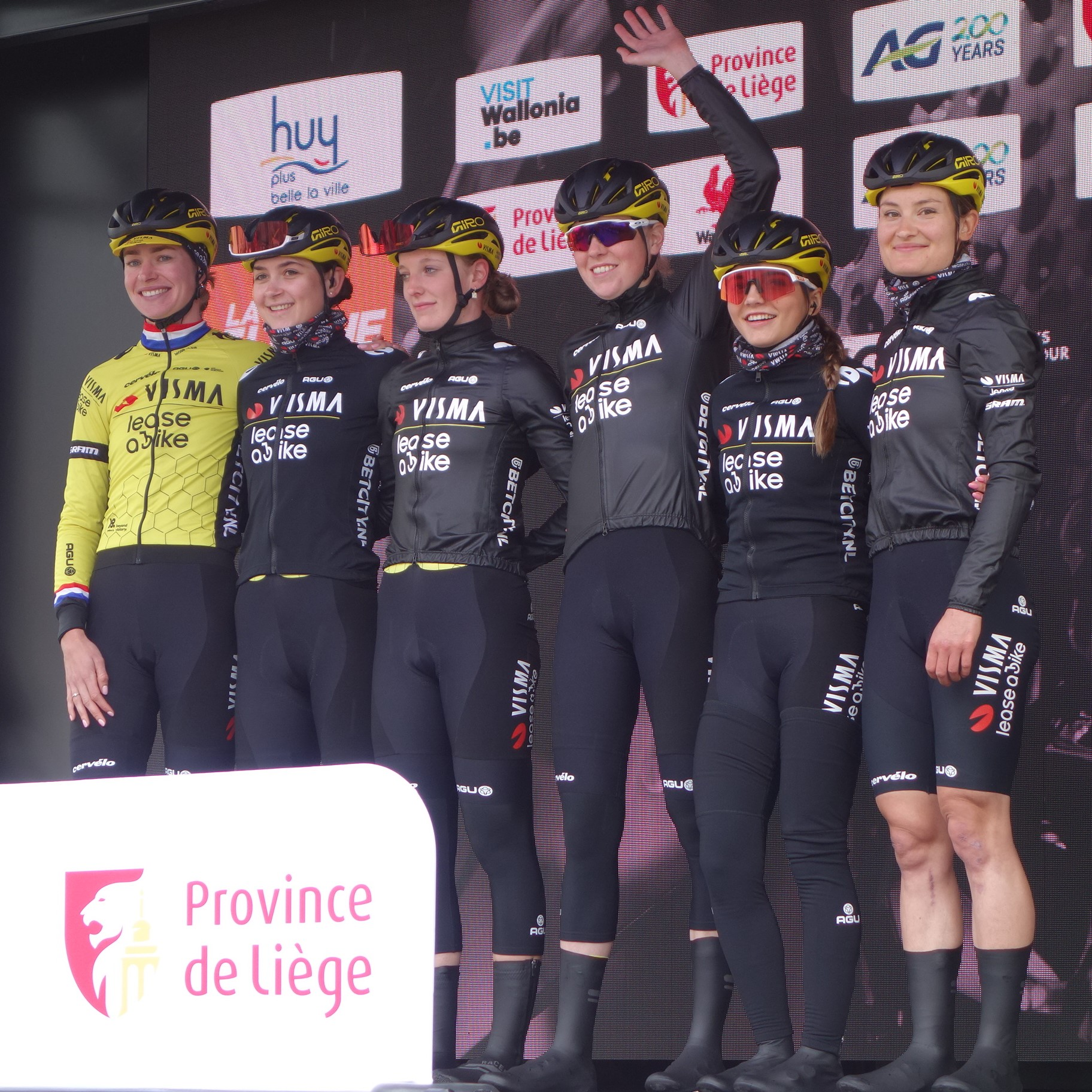
De ploeg in de Waalse Pijl 2024.

| Naam                 | Geboortedatum | Nationaliteit       | Ploeg 2023           |
| -------------------- | ------------- | ------------------- | -------------------- |
| Carlijn Achtereekte  | 29-01-1990    | Nederland           |                      |
| Femke de Vries*      | 16-04-1994    | Nederland           | GT Krush Rebel Lease |
| Mijntje Geurts       | 25-10-2003    | Nederland           | Lotto Dstny Ladies   |
| Anna Henderson       | 14-11-1998    | Verenigd Koninkrijk |                      |
| Riejanne Markus      | 01-09-1994    | Nederland           |                      |
| Lieke Nooijen        | 20-07-2001    | Nederland           | Parkhotel Valkenburg |
| Maud Oudeman         | 29-09-2003    | Nederland           |                      |
| Rosita Reijnhout     | 08-04-2004    | Nederland           |                      |
| Linda Riedmann       | 23-03-2003    | Duitsland           |                      |
| Eva van Agt          | 18-03-1997    | Nederland           |                      |
| Fem van Empel        | 03-09-2002    | Nederland           |                      |
| Nienke Veenhoven     | 20-03-2004    | Nederland           |                      |
| Margaux Vigie        | 21-07-1995    | Frankrijk           | Lifeplus Wahoo       |
| Sophie von Berswordt | 21-05-1996    | Nederland           | -                    |
| Marianne Vos         | 13-05-1987    | Nederland           |                      |

* vanaf 4/6

### Stagiairs
Per 7 september 2024
| Naam         | Geboortedatum | Nationaliteit       | Vorige ploeg          |
| ------------ | ------------- | ------------------- | --------------------- |
| Imogen Wolff | 26-03-2006    | Verenigd Koninkrijk | Shibden Hopetech Apex |

### Vertrokken
| Naam             | Geboortedatum | Nationaliteit    | Ploeg 2024              |
| ---------------- | ------------- | ---------------- | ----------------------- |
| Teuntje Beekhuis | 18-08-1995    | Nederland        | Uno-X Pro Cycling Team  |
| Kim Cadzow       | 18-12-2001    | Nieuw-Zeeland    | EF Education-Cannondale |
| Amber Kraak      | 29-07-1994    | Nederland        | FDJ-Suez                |
| Coryn Labecki    | 26-08-1992    | Verenigde Staten | EF Education-Cannondale |
| Noemi Rüegg      | 19-04-2001    | Zwitserland      | EF Education-Cannondale |
| Karlijn Swinkels | 28-10-1998    | Nederland        | UAE Team ADQ            |

## Overwinningen

### Veldrijden
| GP Sven Nys: Fem van Empel Duinencross: Fem van Empel Wereldbeker Benidorm: Fem van Empel Flandriencross: Fem van Empel GP Adrie van der Poel: Fem van Empel Wereldkampioen veldrijden: Fem van Empel | be-Mine Cross: Fem van Empel Koppenbergcross: Fem van Empel Europese kampioenschappen: Fem van Empel Urban Cross: Fem van Empel | Scheldecross: Fem van Empel Herentals Crosst: Fem van Empel Cyclocross Asper-Gavere: Fem van Empel UCI Wereldbeker Besançon: Fem van Empel |

### Wegwielrennen
| Kampioenschappen Groot-Brittannië - tijdrit vrouwen: Anna Henderson Nederland - tijdrijden: Riejanne Markus Deakin University Elite Women's Road Race Rosita Reijnhout Omloop het Nieuwsblad Marianne Vos Dwars door Vlaanderen Marianne Vos Amstel Gold Race Marianne Vos Ronde van Spanje 3e etappe: Marianne Vos 7e etappe: Marianne Vos Puntenklassement: Marianne Vos | Veenendaal-Veenendaal Classic Riejanne Markus Ronde van Catalonië 2e etappe: Marianne Vos Eindklassement: Marianne Vos Ploegenklassement: *1) Princess Anna Vasa Tour 1e etappe (TTT) *2) 3e etappe: Lieke Nooijen Ronde van Frankrijk Puntenklassement: Marianne Vos Egmont Cycling Race Lieke Nooijen Ronde van Romandië 3e etappe: Riejanne Markus | Tour de la Semois Ploegenklassement: *3) |

*1) Ploeg Ronde van Catalonië: de Vries, Markus, Oudeman, Reijnhout, van Empel, Vos
*2) Ploeg Princess Anna Vasa Tour: Achtereekte, Geurts, Nooijen, Markus, Veenhoven, Vigie
*3) Ploeg Tour de la Semois: de Vries, Geurts, Nooijen, Oudeman, Reijnhout, Vigie
Mannen: 1984 · 1985 · 1986 · 1987 · 1988 · 1989 · 1990 · 1991 · 1992 · 1993 · 1994 · 1995 · 1996 · 1997 · 1998 · 1999 · 2000 · 2001 · 2002 · 2003 · 2004 · 2005 · 2006 · 2007 · 2008 · 2009 · 2010 · 2011 · 2012 · 2013 · 2014 · 2015 · 2016 · 2017 · 2018 · 2019 · 2020 · 2021 · 2022 · 2023 · 2024 · 2025
Lijst van alle renners
Vrouwen: 2021 · 2022 · 2023 · 2024 · 2025
AG Insurance-Soudal · Canyon//SRAM · Ceratizit-WNT Pro Cycling · dsm-firmenich PostNL · FDJ-SUEZ · Fenix-Deceuninck · Human Powered Health · Lidl-Trek · Liv AlUla Jayco · Movistar · Roland · SD Worx-Protime · UAE Team ADQ · Uno-X Mobility · Visma|Lease a Bike